# Parc Josaphat
Pour les articles homonymes, voir Josaphat.
Le parc Josaphat (en néerlandais : Josaphatpark) est un parc schaerbeekois de 20 ha à Bruxelles aménagé par le paysagiste Edmond Galoppin en 1904. Il pourrait se décliner au pluriel, en ce sens qu'il s'est constitué en plusieurs étapes et recèle des richesses fort différentes : stade, minigolf, serres communales, grande pelouse de jeu et de tir à l'arc, parc paysager à l'anglaise vallonné et bordé d'essences variées comportant un chapelet d'étangs, une laiterie, un petit zoo et de nombreuses sculptures agrémentent le parc.

## Histoire

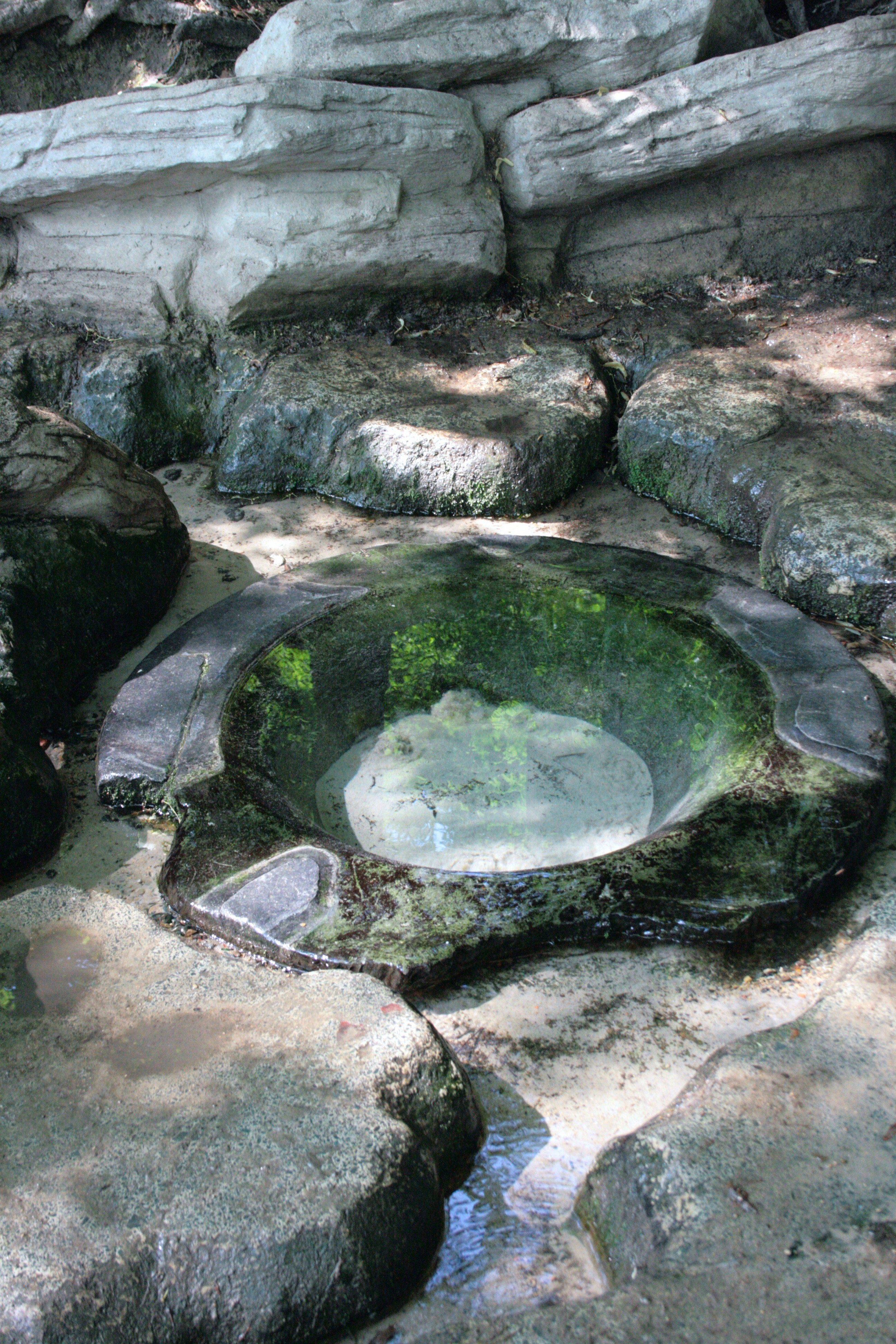
Source Fontaine d'Amour.

À l'origine du parc Josaphat se trouve la vallée creusée par un affluent du Maelbeek, le ruisseau Josaphat, appelé jadis Roodenbeek. Le ruisseau était alimenté par plusieurs sources, dont la plus connue existe toujours sous le nom de Fontaine d'Amour. Selon la tradition, son nom actuel lui vient d'un pèlerin revenant de Terre sainte, qui fut frappé par la ressemblance entre la vallée schaerbeekoise et un lieu biblique, la vallée de Josaphat près de Jérusalem. En 1574, il fit ériger au lieu-dit Heyligenberg une colonne votive, dont l'inscription latine appelait le passant à méditer sur cette similitude. À l'occasion de sa restauration en 1666, on y ajouta un texte flamand. Elle fut détruite lors de la Révolution française vers 1792-1793.
Au XIXe siècle, la vallée était devenue une promenade appréciée des citadins, où l'on venait savourer une tartine au fromage en buvant une gueuze, une kriek ou un faro dans l'une ou l'autre ferme transformée en guinguette. En 1901, la commune de Schaerbeek manifesta son intention d'y créer un parc et entreprit de racheter de gré à gré les parcelles de 197 propriétaires. Les édiles schaerbeekois se heurtèrent cependant à l'intransigeance de madame veuve Martha, propriétaire de la plus importante parcelle, un domaine comprenant une demeure et de superbes arbres. Trouvant que la somme qui lui était proposée pour son bien était insuffisante, cette dame mit en vente un lot d'arbres avec obligation de les abattre. Le roi Léopold II, toujours soucieux de l'embellissement de Bruxelles et de ses environs, fit acheter les arbres, mais la veuve Martha n'en démordit pas et exigea l'application de la clause d'abattage. Seule une procédure d'expropriation vint à bout de sa résistance.
En 1904, le parc fut ouvert au public. Il comportait alors une superficie de quatre hectares, portée progressivement à 20 hectares par de nouvelles acquisitions. Son aménagement fut confié à l'architecte paysagiste Edmond Galoppin et à Gaston Bertrand, ingénieur communal. En 1910, c'est la démolition du château Middelborch, qui fera place plus tard au Tir à l'arc. Au fil du temps le parc s'enrichit de nouveaux équipements et de nouvelles installations. En 1914, on inaugura la plaine des Jeux et des Sports ; deux sociétés de tir à l'arc, « Sint Sebastiaan » et « Monplaisir » s'y installèrent respectivement en 1919 et 1921 ; le minigolf fut aménagé en 1954 par l'architecte paysagiste René Pechère. Le parc Josaphat a été classé par arrêté royal le 31 décembre 1974.

## Divers

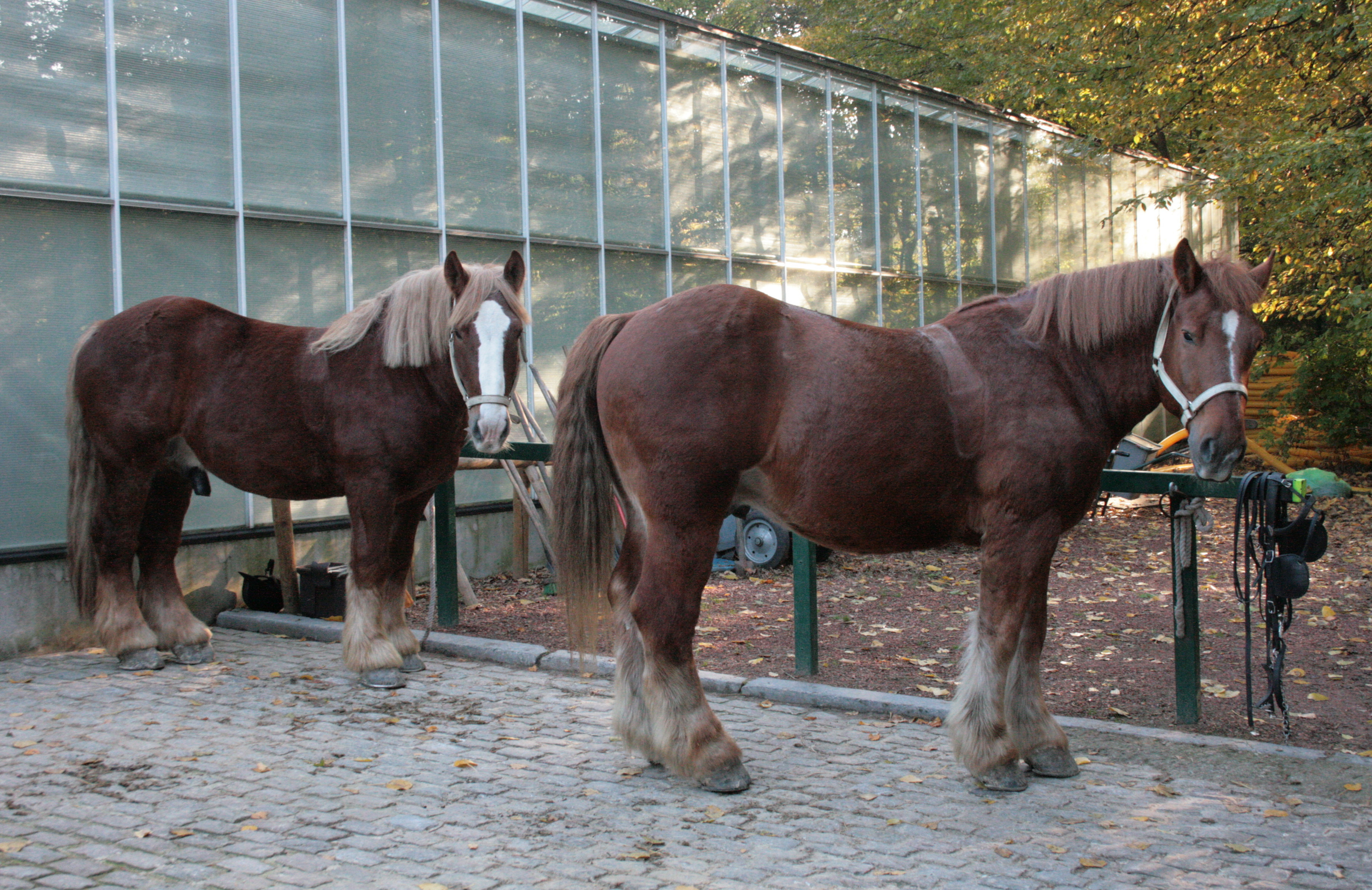
Chevaux ardennais de la commune de Schaerbeek.

Trois maisons d'habitations sont situées dans le parc, les nos 130 et 132 avenue Général-Eisenhower et le no 409 boulevard Lambermont. Les serres communales sont situées au no 411.
Une rue proche du parc se nomme rue Josaphat.
Le parc fut l'objet d'un documentaire datant des années 80 et diffusé à l'époque à la télévision belge francophone, montrant des bruxellois interviewés et filmés afin de raconter la vie du parc et des anecdotes sur ce parc.

## Fête de la Cerise
Chaque dernier dimanche de juin, est organisé dans le parc, la Fête de la Cerise.

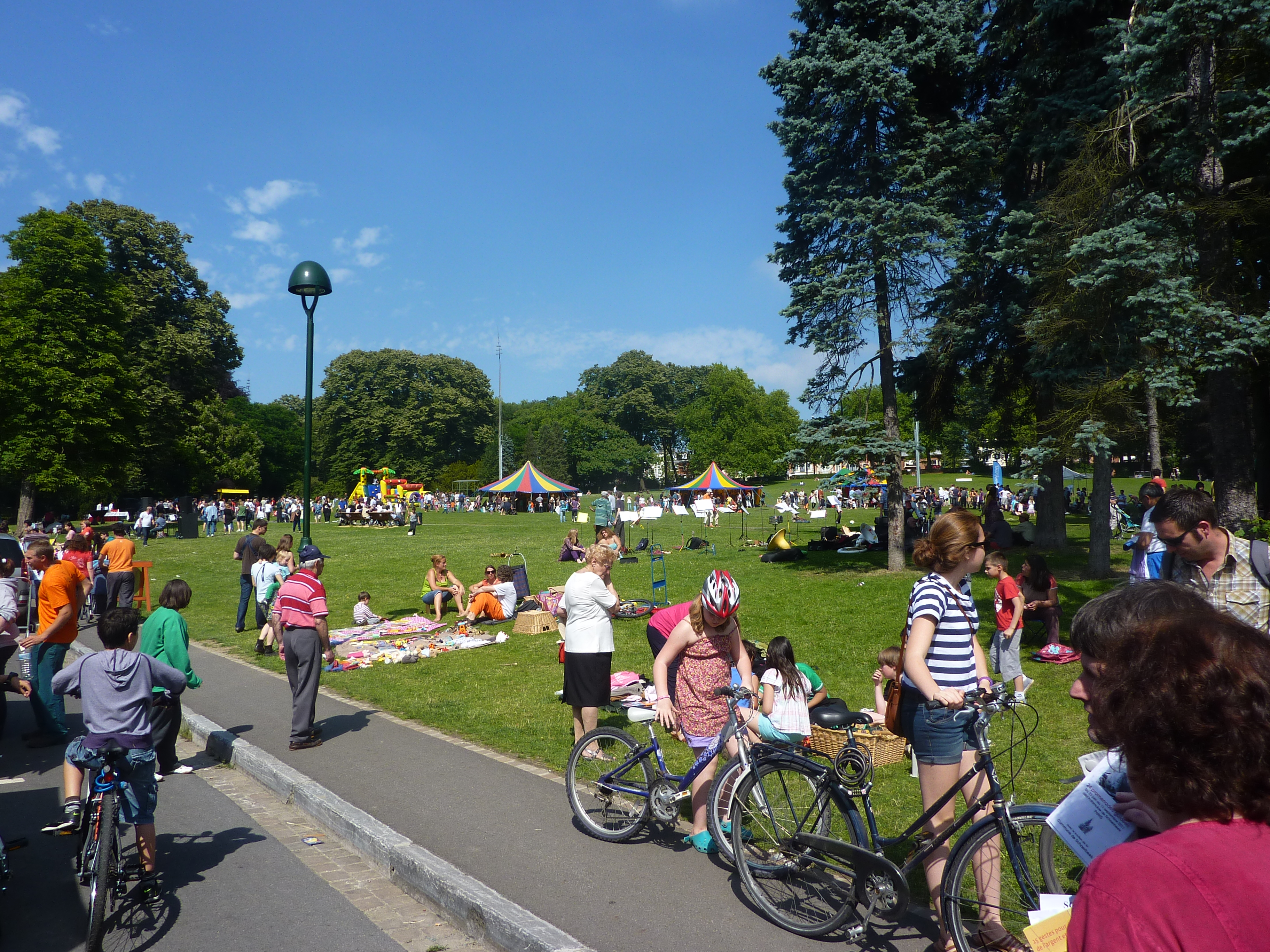
Fête de la Cerise en 2011.
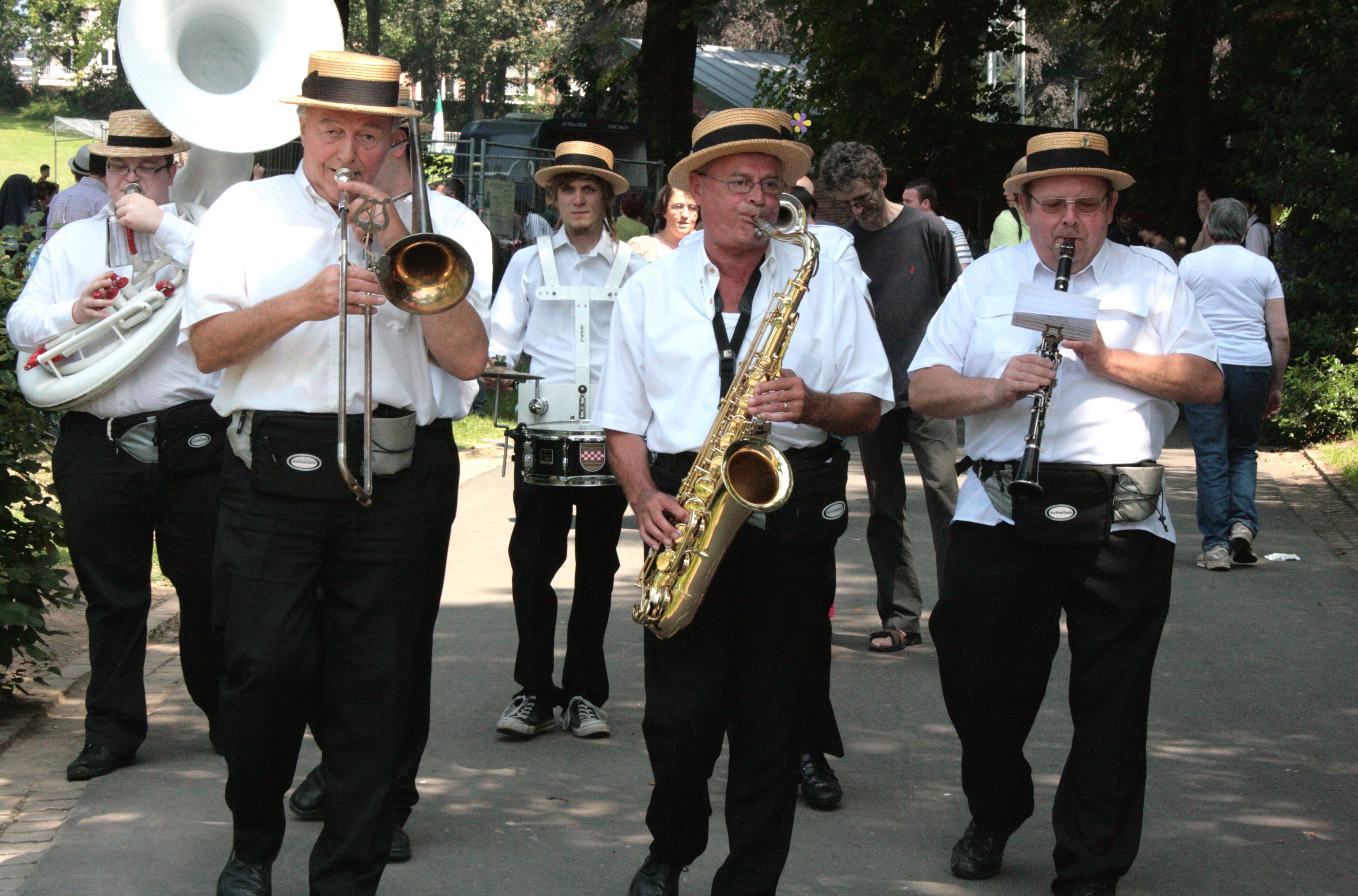
Groupe de jazz «Peper en zout». Fête de la Cerise en 2011.
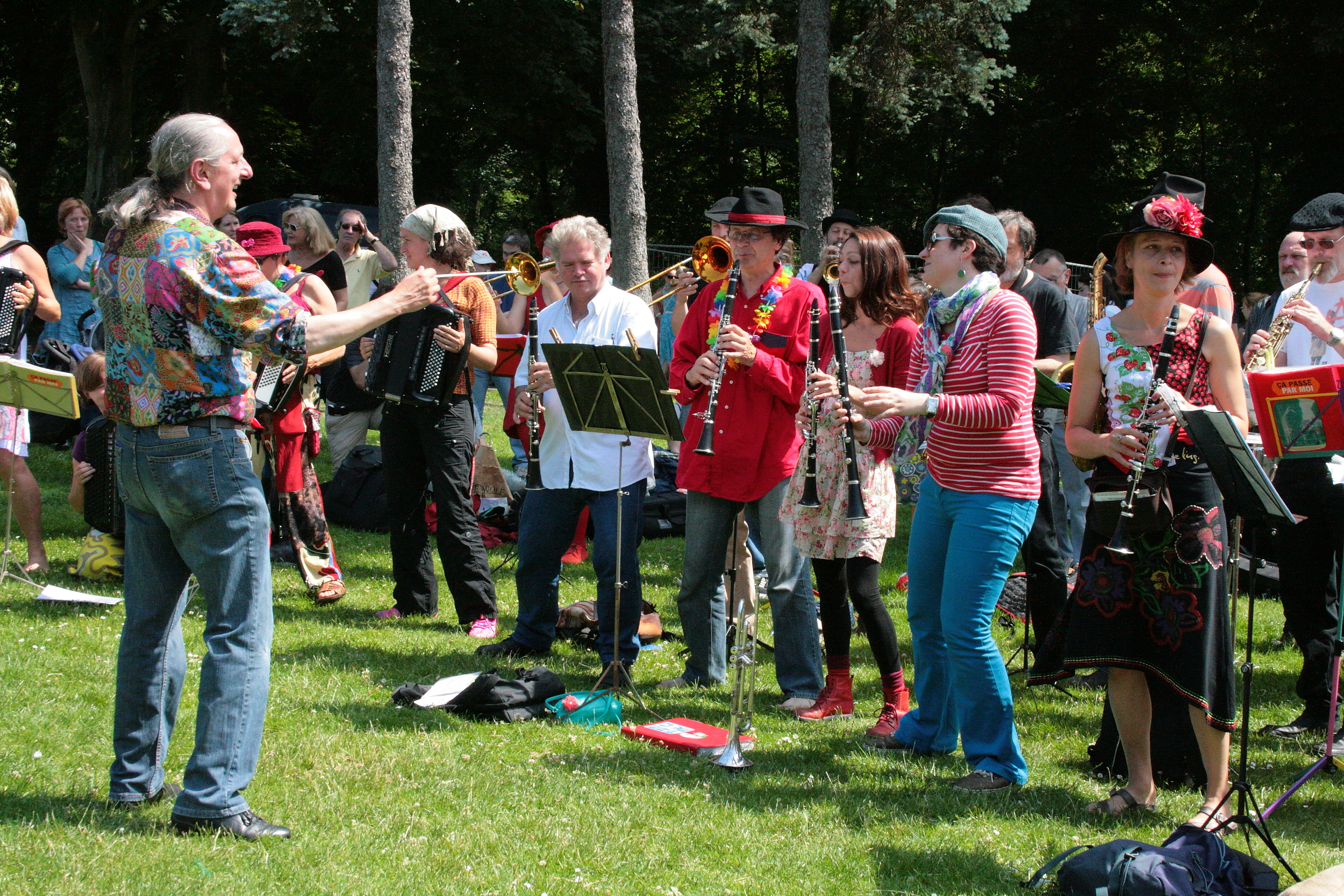
Fanfare «Jour de fête». Fête de la Cerise en 2011.
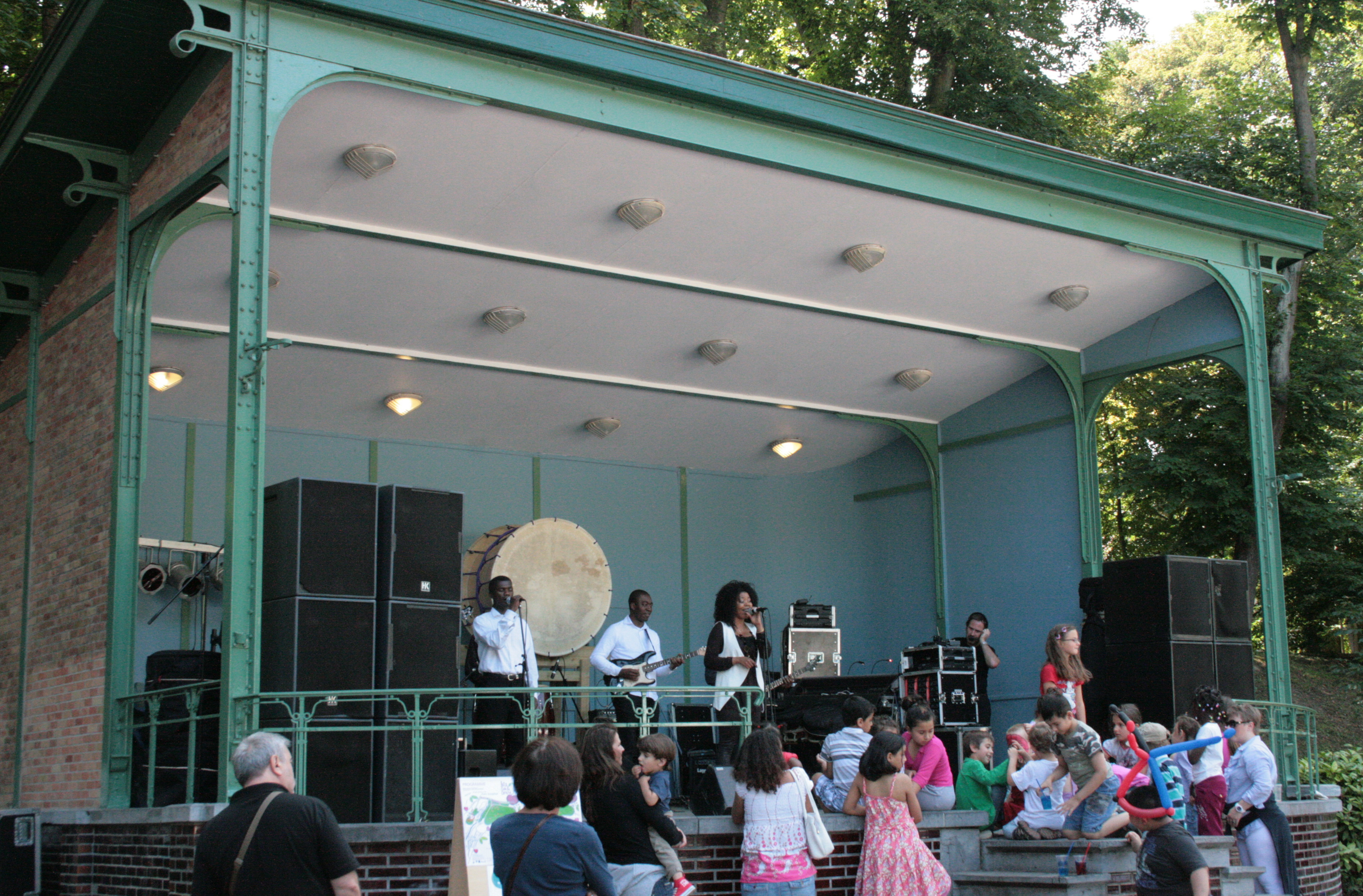
Kiosque à musique. Fête de la Cerise en 2011.

## Sculptures
- L'Élagueur (Albert Desenfans)[7]
- Cendrillon (Edmond Lefever)
- Émile Verhaeren (Louis Mascré)
- Nestor de Tière (1924 - Frans Huygelen)
- Léon Frédéric (Jules Lagae)
- Hubert Krains (1935 - Paul Wissaers)
- La Maternité (Maurice de Korte)
- Philippe Baucq (Jacques Nisot)
- Albert Giraud (1939 - Victor Rousseau)
- Oswald Poreau (René Cliquet)
- Fontaine d'Amour (Mon de Rijk)
- Borée (Joseph Van Hamme)
- Edmond Galoppin (Jean Lecroart)
- Ève et le serpent (1913 - Albert Desenfans)
- Henry Weyts (Georges De Leener)
- Georges Eekhoud (Joseph Witterwulghe)
- Cariatide (Eugène Canneel)
- Ernest Cambier (Nicolas Cito)
- Colonel Bremer
- Pogge (Collignon)

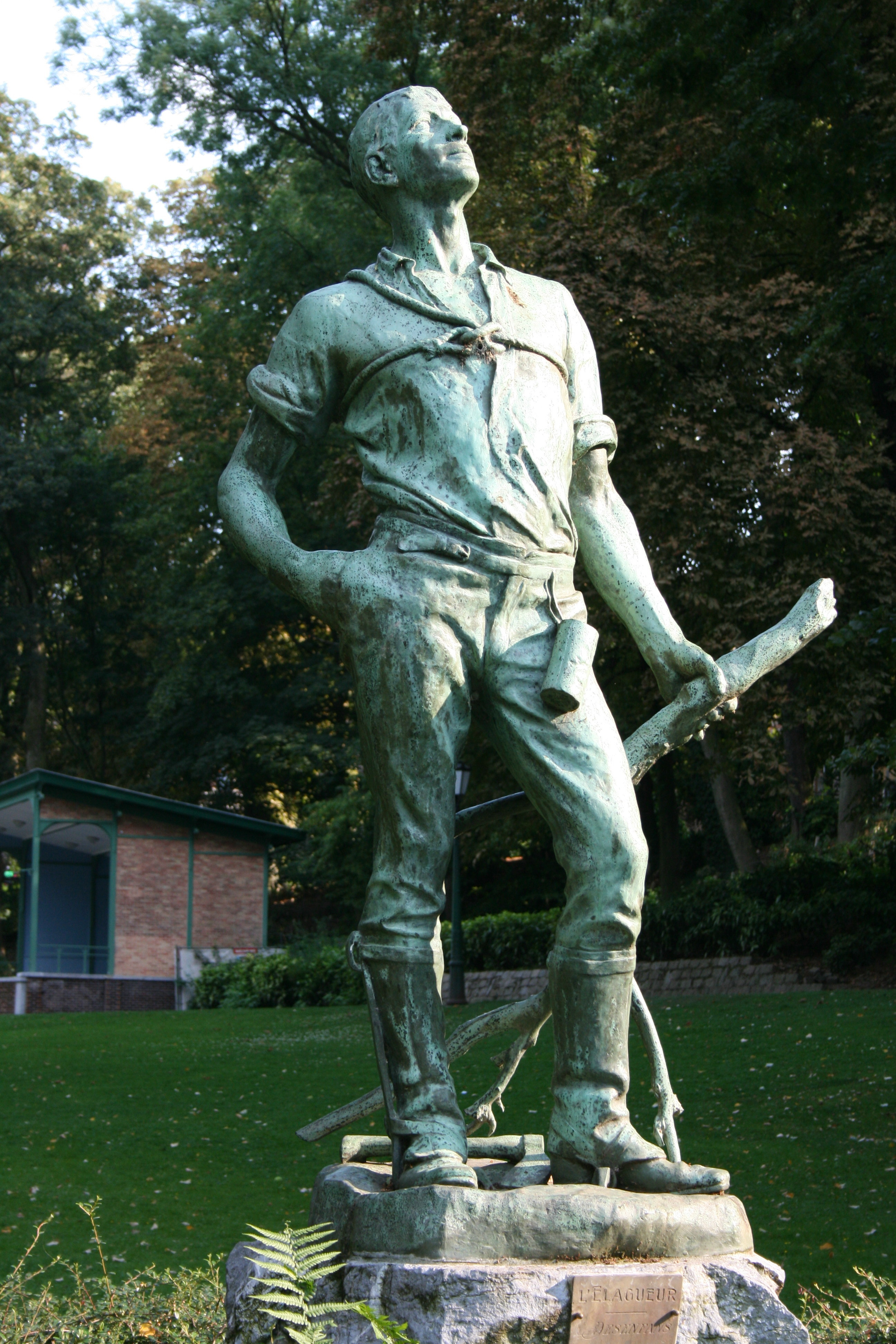
L'Élagueur.
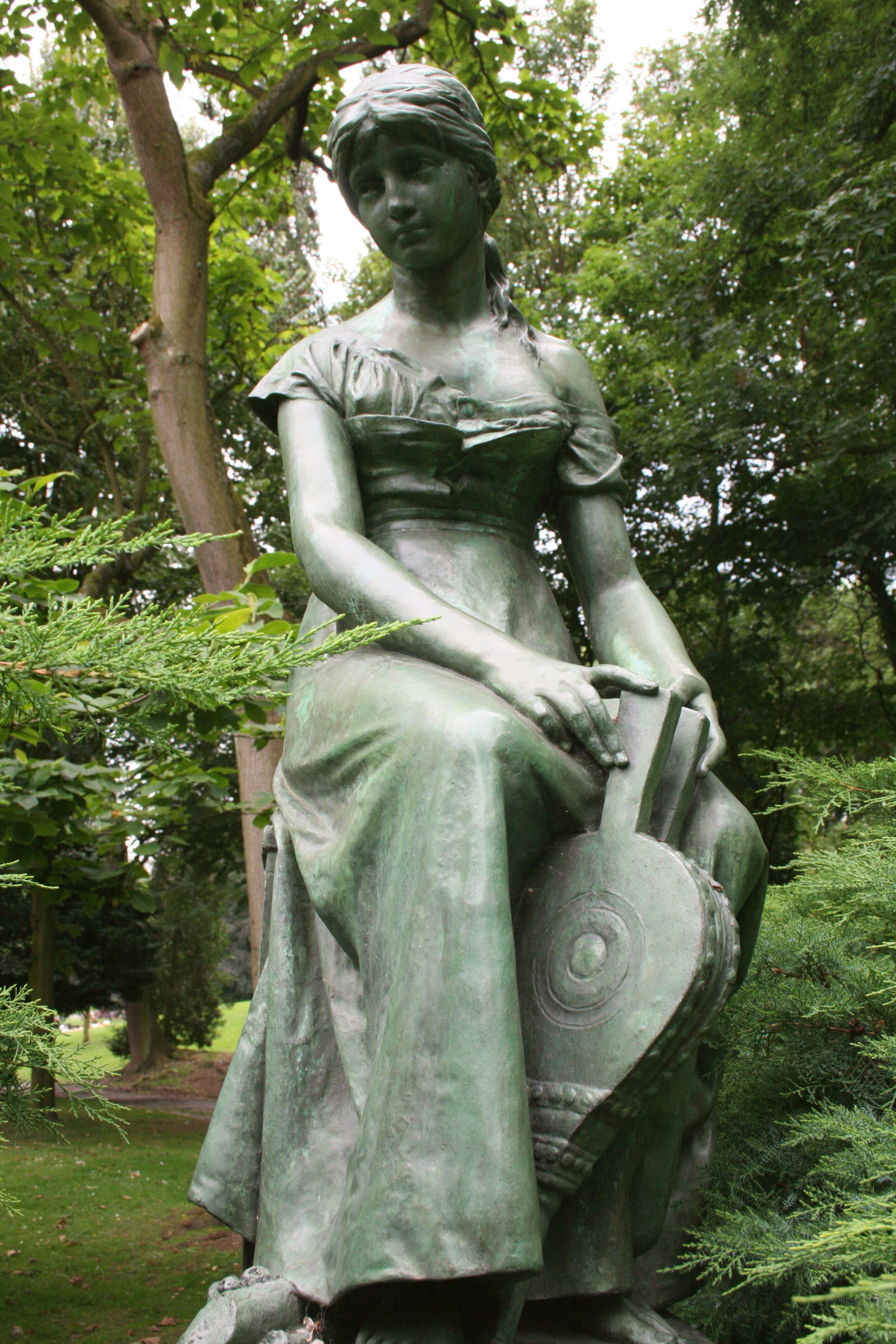
Cendrillon.
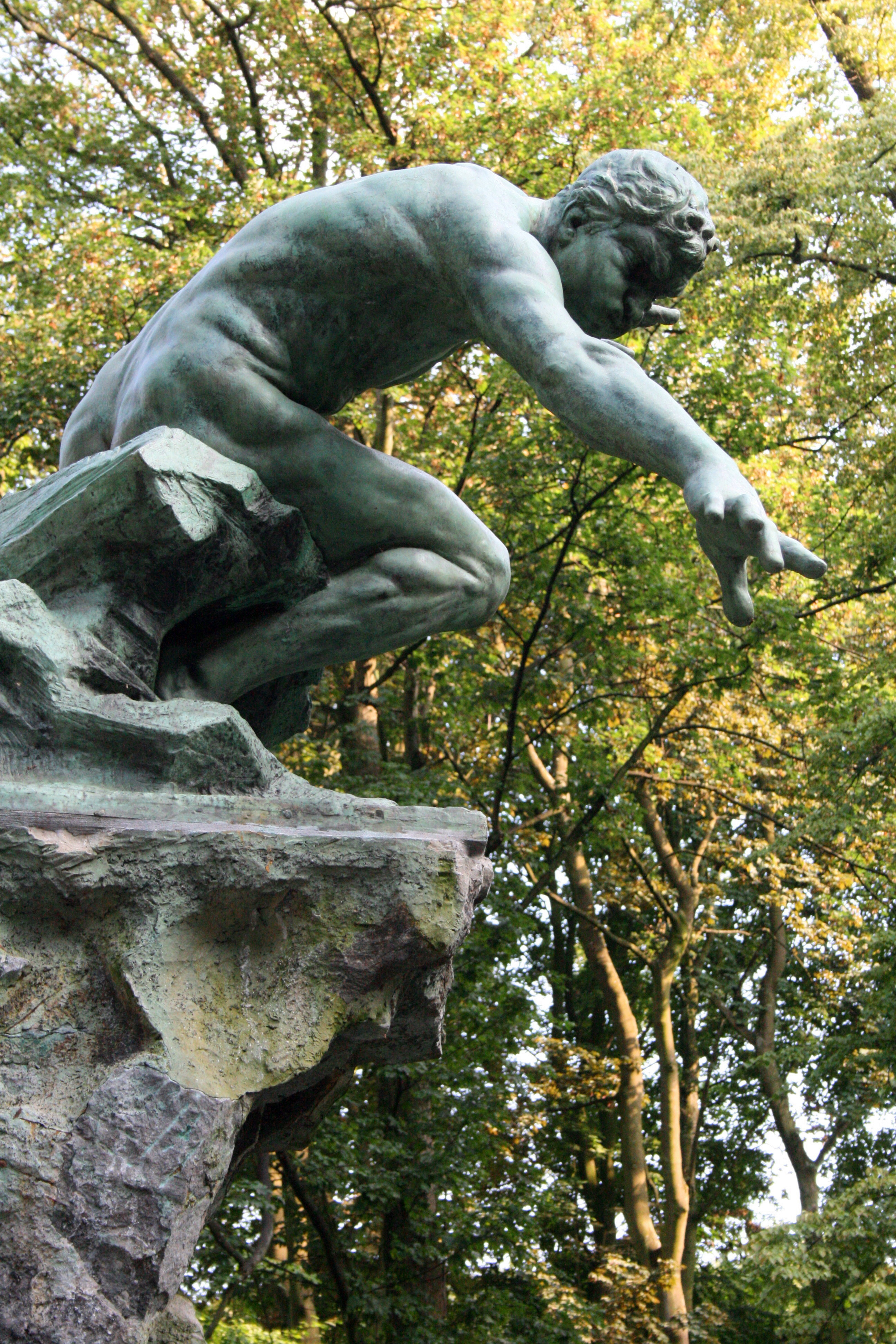
Borée.
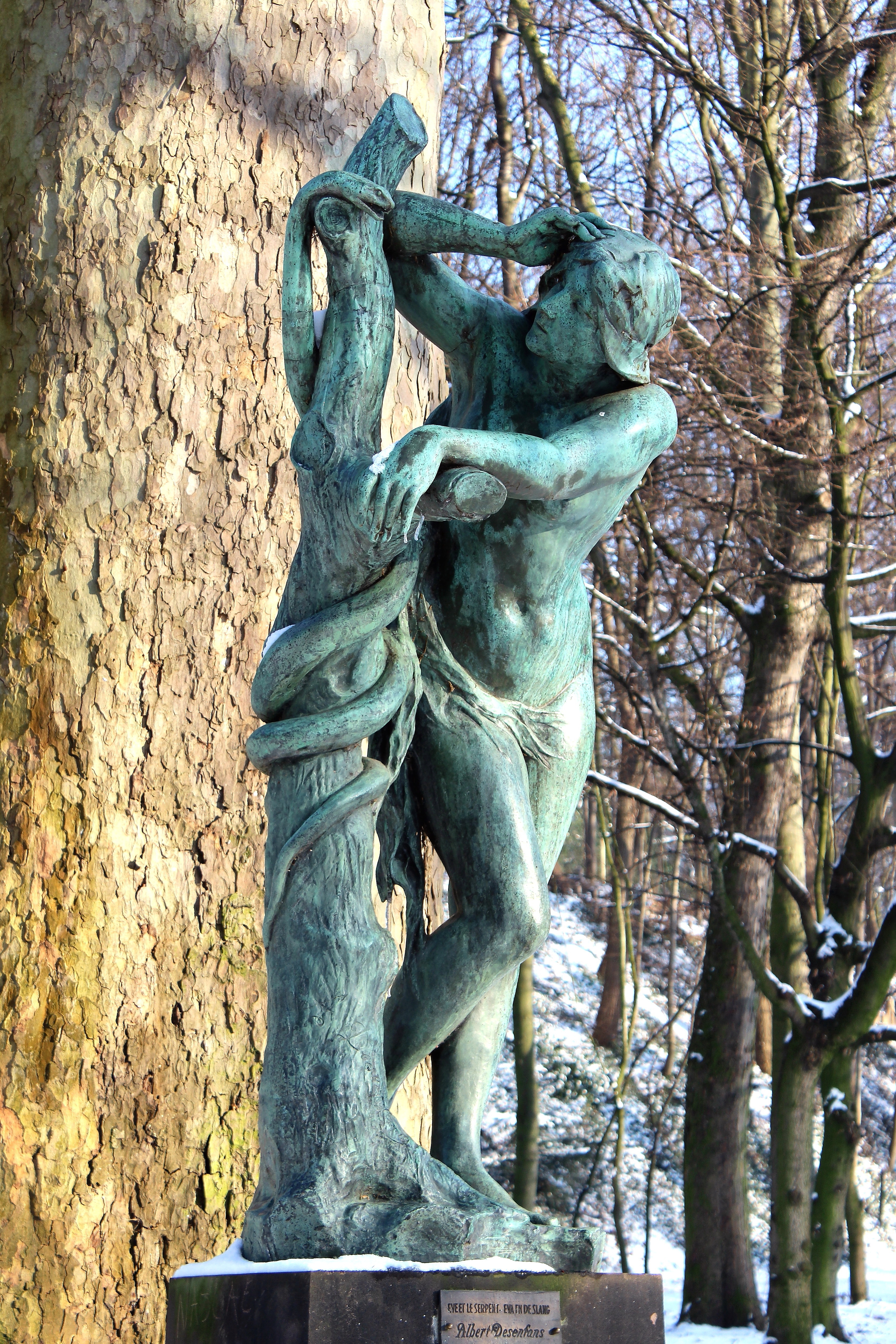
Ève et le serpent.
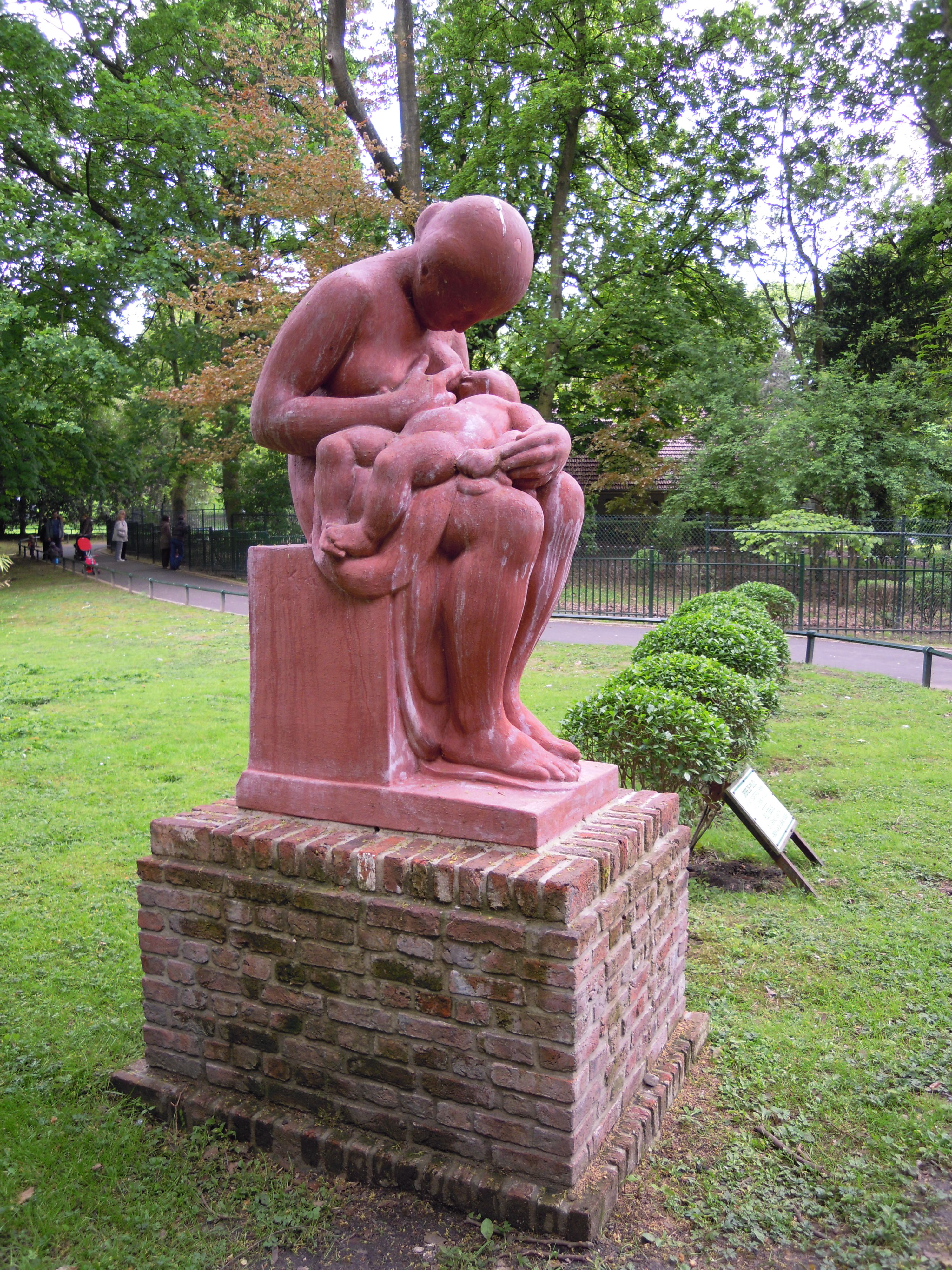
Maternité.
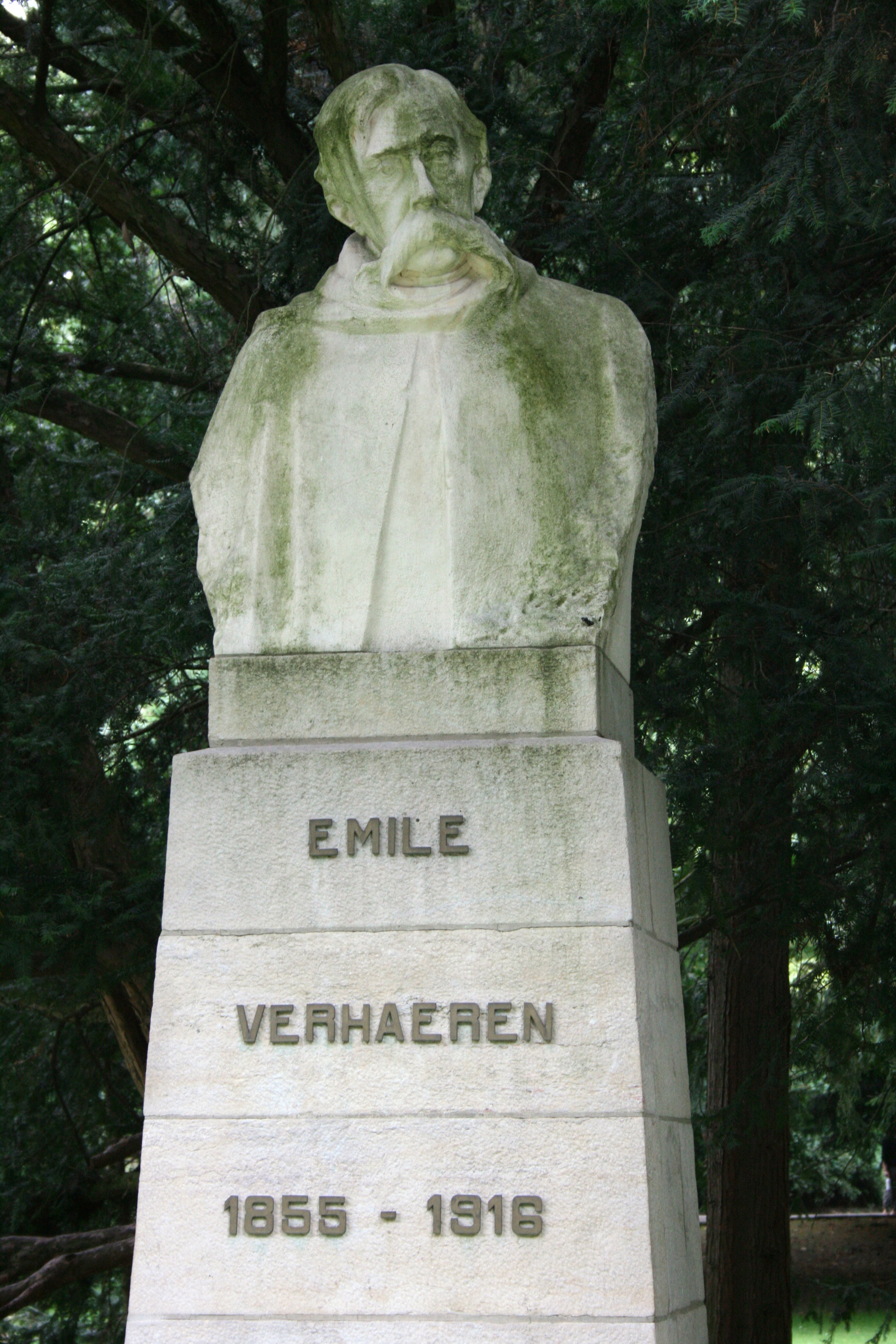
Émile Verhaeren.
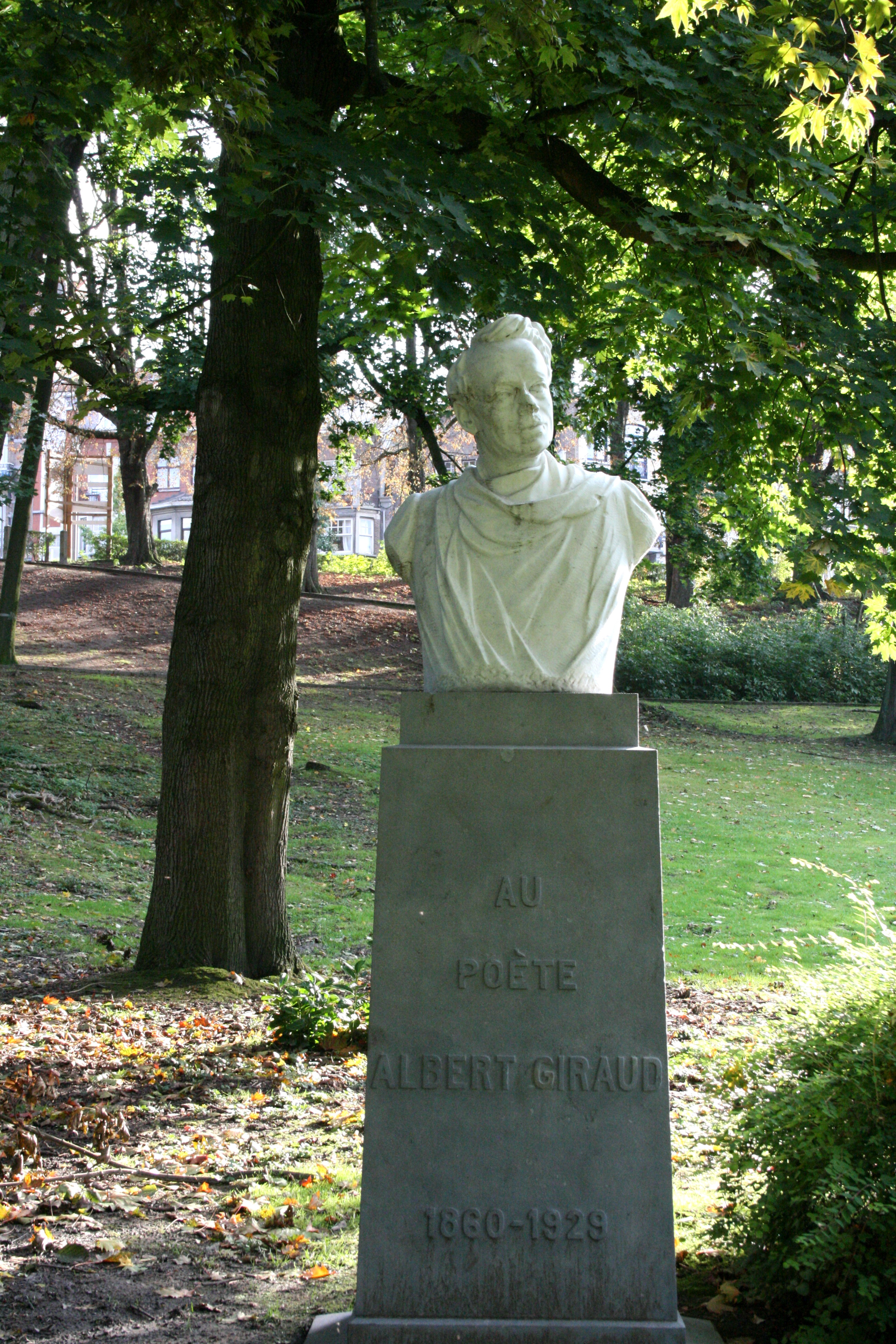
Albert Giraud.
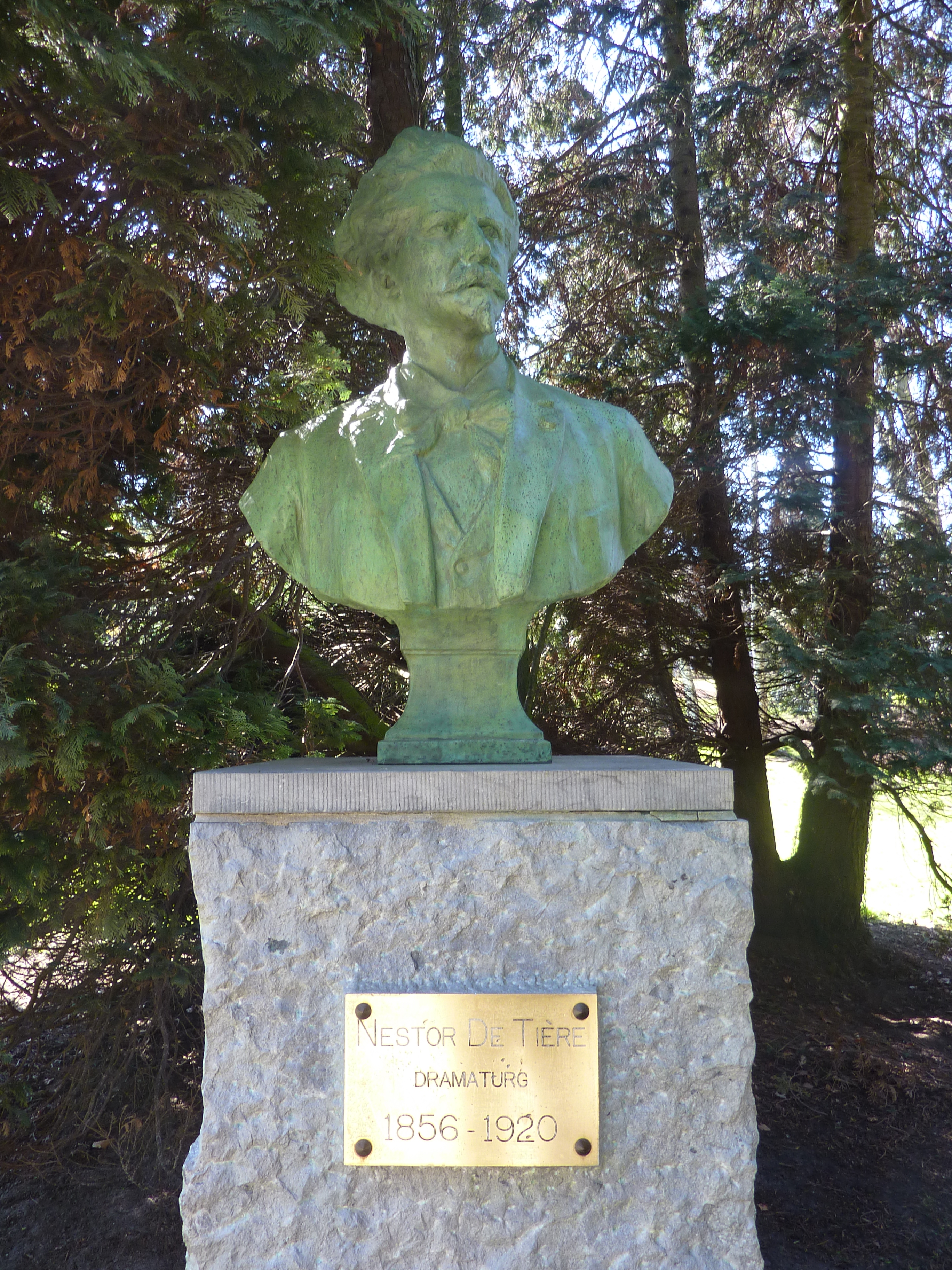
Nestor de Tière.
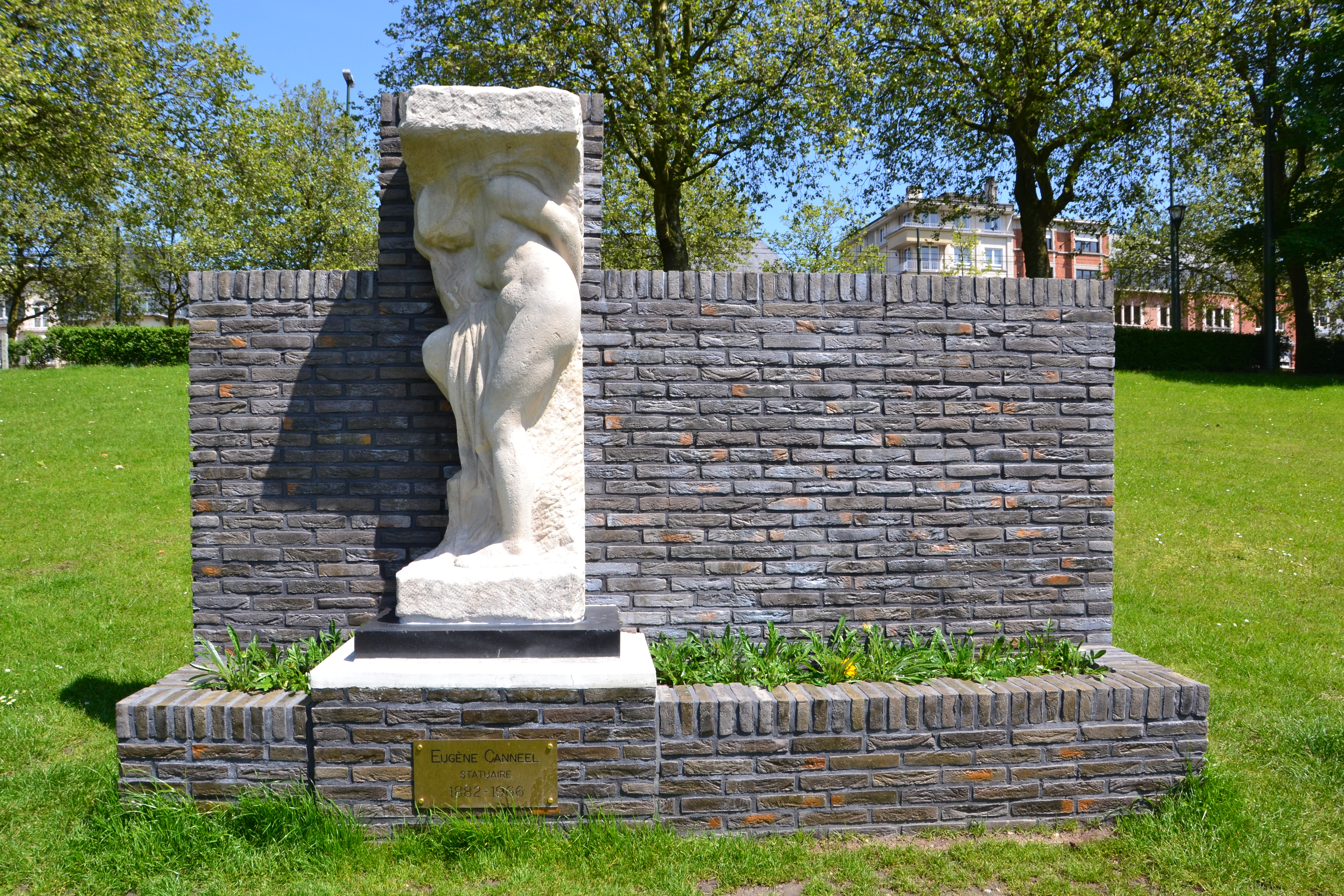
Cariatide.
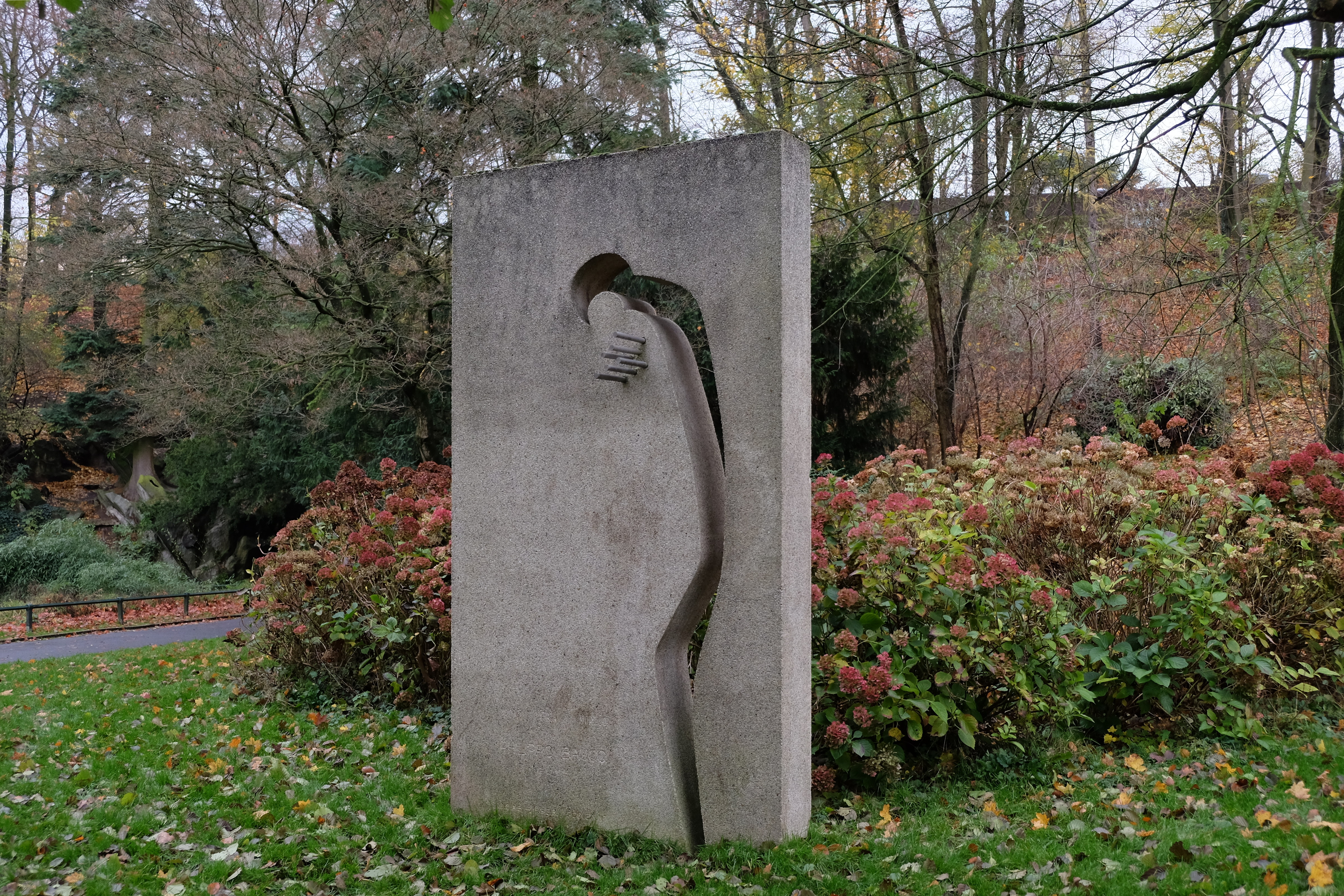
Mémorial Philippe Baucq
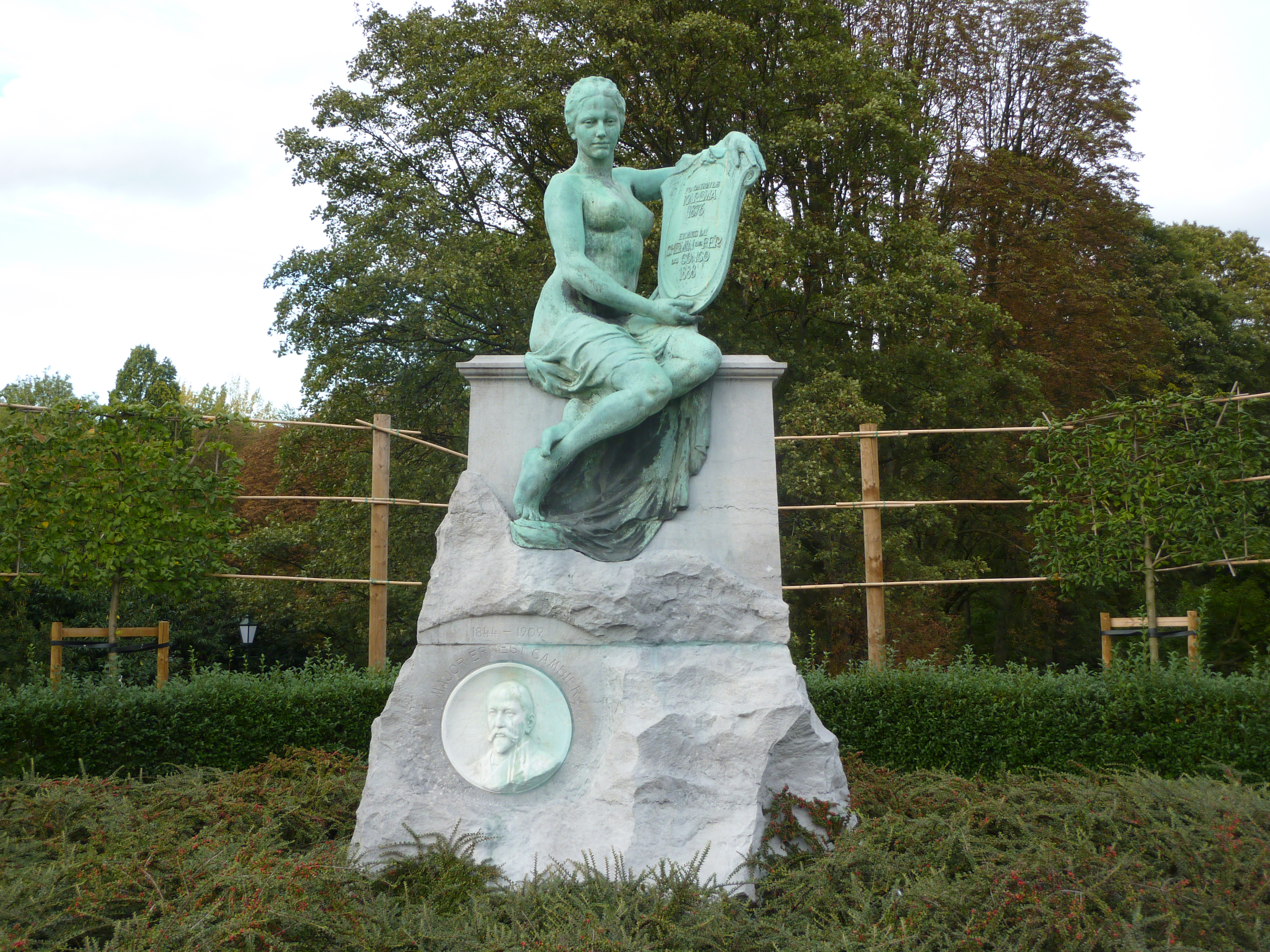
Mémorial Ernest Cambier.
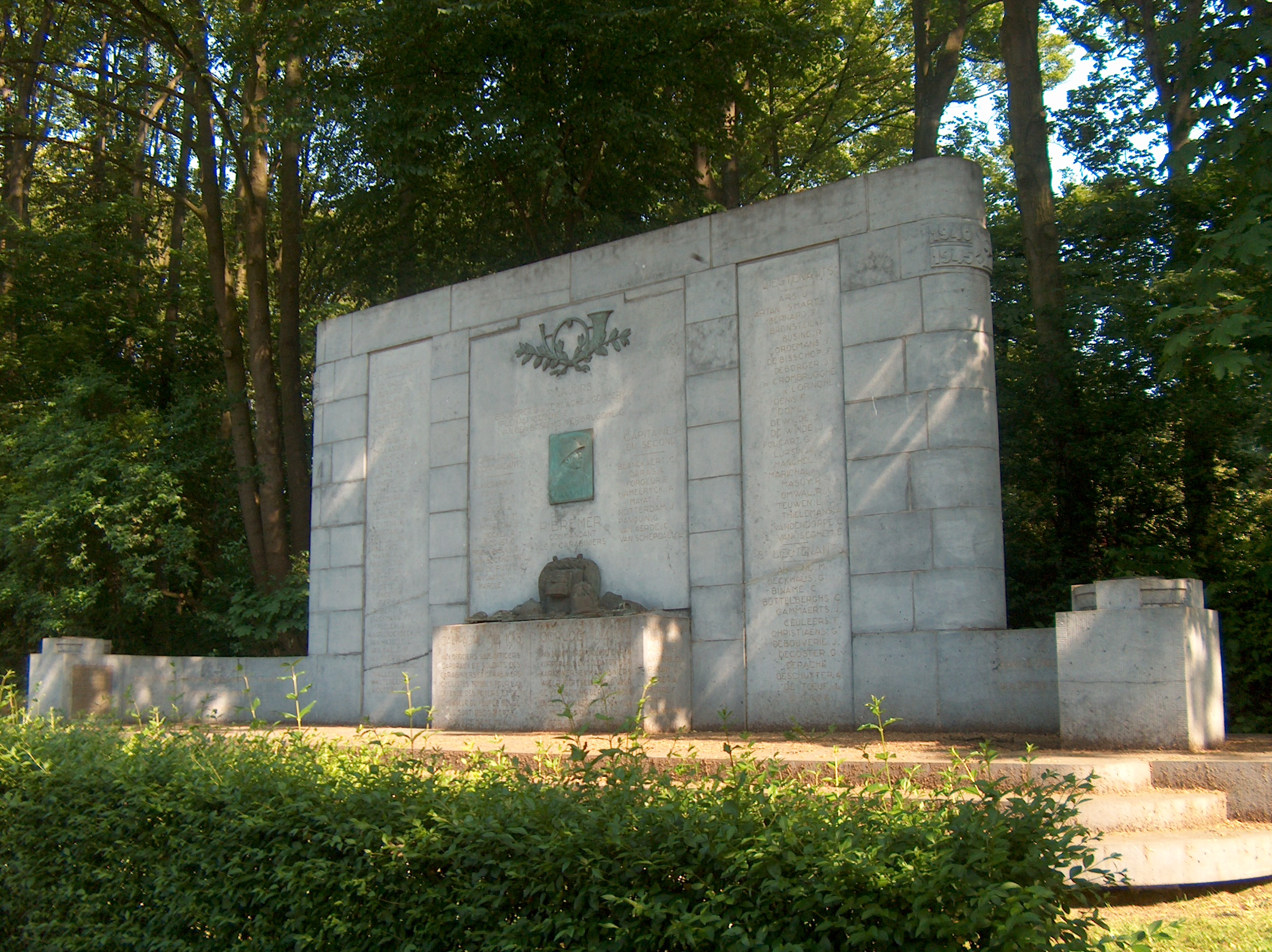
Mémorial Colonel Bremer.

## Arbres remarquables
Ci-dessous, quelques-uns des nombreux arbres remarquables du parc répertoriés par la Commission des monuments et des sites :
| nom français                    | nom latin               | cir. en cm |
| ------------------------------- | ----------------------- | ---------- |
| Peuplier du Canada              | Populus × canadensis    | 525        |
| Platane à feuilles d'érable     | Platanus × hispanica    | 490        |
| Marronnier commun               | Aesculus hippocastanum  | 392        |
| Frêne commun                    | Fraxinus excelsior      | 383        |
| Tilleul argenté                 | Tilia tomentosa         | 362        |
| Saule pleureur                  | Salix × sepulcralis     | 290        |
| Ptérocaryer à feuilles de frêne | Pterocarya fraxinifolia | 283        |
| Cyprès chauve de Louisiane      | Taxodium distichum      | 258        |

| nom français               | nom latin               | cir. en cm |
| -------------------------- | ----------------------- | ---------- |
| Érable sycomore            | Acer pseudoplatanus     | 249        |
| Tilleul argenté pleureur   | Tilia × petiolaris      | 236        |
| Toona de Chine             | Cedrela sinensis        | 212        |
| Érable à feuilles de frêne | Acer negundo            | 185        |
| If                         | Taxus baccata           | 167        |
| Copalme d'Amérique         | Liquidambar styraciflua | 152        |
| Tulipier de Virginie       | Liriodendron tulipifera | 137        |
| Cornouiller mâle           | Cornus mas              | 79         |

## Faune

### Mammifères
- Hérisson commun
- Lapin de garenne
- Renard roux
- Rat

Oiseaux
- Canard colvert
- Choucas des tours
- Corneille noire
- Cygne tuberculé
- Foulque macroule
- Grimpereau des jardins
- Héron cendré
- Merle noir
- Mésange bleue
- Mésange charbonnière
- Moineau domestique
- Ouette d'Égypte
- Perruche à collier
- Pic épeiche
- Pie bavarde
- Poule d'eau

## Stade du Crossing
Le parc abrite aussi un stade de football, dénommé Stade du Crossing. Jusqu'en 1969, cette enceinte hébergea les rencontres du R. CS Schaerbeek. Ensuite, le cercle local fusionna avec le Crossing de Molenbeek et prit le nom de Crossing de Schaerbeek. Ce club évolua jusqu'en 1983 dans le stade auquel il donna son nom.
L'endroit, avec une grande tribune reconnue « monument classé » tomba à l'abandon et devint un chancre par rapport à la beauté environnante. En 2012, la rénovation et modernisation du site fut enfin terminée. Depuis lors, le stade du Crossing accueille le club de football du Crossing Schaerbeek-Evere.
Le record d'affluence au stade du Crossing est de 17 000 spectateurs, en 1971, lors d'une victoire 1-0 du Crossing de Schaerbeek contre le Sporting d'Anderlecht. En 1984, 20 000 personnes y assistèrent à un concert donné par Bob Dylan .
La partie du parc Josaphat située derrière le stade se nomme parc de la Jeunesse.